# Elise Schaap
Elise Schaap (Rotterdam, 21 september 1982) is een Nederlandse actrice en zangeres.

## Carrière
Na de middelbare school studeerde zij communicatiewetenschap aan de Universiteit van Amsterdam en kreeg zij een vaste rol in de jeugdserie Hotnews.nl. Schaap volgde aansluitend de Toneelschool en Kleinkunstacademie Amsterdam waar zij in 2009 afstudeerde. In het derde jaar daarvan werd zij uitgekozen om een van de hoofdrollen in de Nederlandse film Bride Flight te vertolken.
Kort na haar afstuderen speelde zij samen met Lotte Verbeek en Andrea Osvárt de titelrollen in een Italiaanse miniserie over Trio Lescano, Le ragazze dello swing, waarvoor zij de Gouden Nimf voor beste actrice ontving op het Festival de télévision de Monte-Carlo in 2011. Daarna volgden rollen op het witte doek in o.a. Sekjoeritie, Valentino en Afscheid van de maan.
Voor haar rol in Afscheid van de Maan werd Schaap in 2014 genomineerd voor een Gouden Kalf voor beste vrouwelijke bijrol en ontving zij de prijs voor beste actrice tijdens het filmfestival in Cluj in Roemenië.
Op televisie is Schaap een vast gezicht van Het Klokhuis. Verder was zij te zien in de satirische reeksen van de NTR Welkom bij de Romeinen en Welkom in de Gouden Eeuw, het improvisatieprogramma De vloer op, Koefnoen, de misdaadseries Hart tegen Hard (Net5), Undercover (Netflix) en in de komedieserie Familie Kruys (als de Roemeense Ruxandra). 
In het theater speelde Schaap in voorstellingen van o.a. Toneelgroep Amsterdam, het Rotheater, Orkater en DeLaMar theaterproducties. Voor haar rol in De terugkeer van Hans en Grietje ontving zij in 2016 een musicalaward voor beste vrouwelijke hoofdrol.
In 2014 vertolkte zij de rol van Rachel Hazes in de musical Hij Gelooft in Mij. Naast haar werkzaamheden als actrice is Schaap regelmatig te horen als voice-over. In theaterseizoen 2015/2016 speelt ze in We Want More bij Bos Theaterproducties de rol van 'de gestoorde' Edda. Sinds december 2015 presenteert Elise samen met Bob Stoop de satirische online talkshow Nederland Gezellig, een initiatief vanuit satirisch online nieuwsmagazine De Speld.
Sinds 2016 is Schaap te zien in diverse rollen in het persiflageprogramma De TV Kantine, zoals Sylvie Meis, Chantal Janzen, Estelle Cruijff, Lil' Kleine, Maan, Olcay Gulsen, Nikkie Plessen, Máxima, Famke Louise, Britt Dekker en Davina Michelle. Ook vertolkte zij onder meer een parodie op het winnende songfestivalliedje Dinge-dong.
Ook is Schaap te zien in Nederlands speelfilms. Zo speelt zij onder andere naast Maarten Heijmans een hoofdrol in Wat is dan liefde (2019) en naast Frank Lammers in Ferry (2021), een prequel van de televisieserie Undercover. Daarnaast maakte Schaap in juli 2023 haar presentatiedebuut met het televisieprogramma Blablabla met Schaap.
In 2019, 2020 en 2021 werd Schaap uitgeroepen tot beste actrice van het jaar op het Gouden Televizier-Ring Gala.

## Privé
Elise Schaap heeft een relatie met acteur Wouter de Jong. In juli 2015 kregen ze hun eerste kind, een dochter.

## Filmografie

### Film
| Jaar | Titel                       | Rol              |
| ---- | --------------------------- | ---------------- |
| 2024 | Ferry 2                     | Danielle (cameo) |
| 2024 | De z van zus                | Rianne Schouten  |
| 2024 | Opa Cor                     | barvrouw         |
| 2024 | Superkrachten voor je hoofd | Lidewij          |
| 2024 | IF                          | Blossom (stem)   |
| 2022 | Faithfully Yours            | Isabel           |
| 2022 | Stromboli                   | Sara             |
| 2021 | Mijn vader is een vliegtuig | Eva              |
| 2021 | Ferry                       | Danielle         |
| 2019 | Wat is dan liefde           | Cato             |
| 2019 | April, May en June          | May              |
| 2017 | Weg van jou                 | Esther           |
| 2015 | Ja, ik wil!                 | Roos             |
| 2014 | Afscheid van de maan        | Mary             |
| 2013 | Valentino                   | Monique          |
| 2013 | Matterhorn                  | Trudy            |
| 2012 | Jackie                      | Rosa             |
| 2010 | Le ragazze dello swing      | Kitty            |
| 2009 | Sekjoeritie                 | Tjitske          |
| 2008 | Bride Flight                | Marjorie         |
| 2006 | Liefde, dood & luchtgitaar  | Laura            |

### Televisie
| Jaar       | Titel                                  | Rol |
| ---------- | -------------------------------------- | --- |
| 2025       | Dood Spoor                             | Dr. Anna O |
| 2023       | Ferry, de serie                        | Danielle Bouman |
| 2023       | Blablabla met Schaap                   | zichzelf (als presentatrice) |
| 2023       | Cast                                   | zichzelf (1 aflevering) |
| 2022       | Make Up Your Mind                      | zichzelf (als gastpanellid, in aflevering vier) |
| 2021       | Drag Race Holland                      | zichzelf (als gastjurylid in de eerste aflevering, als gast in de derde aflevering) |
| 2021       | De Casting Kantine                     | zichzelf (als jurylid) |
| 2020       | I.M.                                   | Leonie Smit |
| 2020       | Barrie Barista En Het Einde Der Tijden | Lilian |
| 2020-heden | Nieuw zeer                             | o.a. Vlogster Hymke |
| 2019-heden | Undercover                             | Danielle Bouman |
| 2017-2018  | Soof: een nieuw begin                  | Josine |
| 2016-heden | De TV Kantine                          | Diverse rollen waaronder: Sylvie Meis, Chantal Janzen, Estelle Cruijff, Lil' Kleine, Maan, Olcay Gulsen, Nikkie Plessen, Famke Louise, Britt Dekker, Miljuschka Witzenhausen en Samantha Steenwijk. |
| 2015-2019  | Familie Kruys                          | Ruxandra |
| 2014       | Welkom bij de Romeinen                 | Yvonne Jasperia |
| 2013       | Koefnoen                               | Koningin Máxima en Chantal Janzen |
| 2013       | Doris                                  | Maya |
| 2012       | Welkom in de Gouden Eeuw               | Liedewij |
| 2012       | De vloer op                            | |
| 2012-heden | Het Klokhuis                           | Kassameisje Samantha |
| 2011       | Hart tegen Hard                        | Ava Berendsen |
| 2009       | De vloer op                            | |
| 2007       | Keyzer & De Boer Advocaten             | Annabel Prior |
| 2005       | Hotnews.nl                             | Maja |
| 2004       | Bitches                                | Chloe (1 afl.) |

## Theater
| Jaar      | Productie                                          |
| --------- | -------------------------------------------------- |
| 2019      | Single Camping (Bos theaterproducties)             |
| 2017      | Into the Woods (PIT Producties)                    |
| 2016      | We Want More (Bos Theaterproducties)               |
| 2015      | De terugkeer van Hans en Grietje (Orkater)         |
| 2014      | Sissi (Sonnevanck)                                 |
| 2014/2015 | Hij Gelooft in Mij (Stage Entertainment Nederland) |
| 2013      | Een ideale vrouw (DeLaMar producties)              |
| 2012/2013 | Woef side story (Ro Theater)                       |
| 2011      | Heldenbrigade (Toneelmakerij)                      |
| 2011      | Hartfalen (Orkater)                                |
| 2010      | Alex in Wonderland (Bellevue Lunchtheater)         |
| 2010      | Sunday in the park (M-lab)                         |
| 2010      | De boot en het meisje (M-lab)                      |
| 2010      | Meisjes van Mussolini (Orkater)                    |
| 2009      | Antigone-Kreon-Oidipous (Toneelgroep Amsterdam)    |
| 2008      | Temmen van de Feeks (Toneelgroep Amsterdam)        |
| 2008      | Rocco und seine bruder (Toneelgroep Amsterdam)     |
| 2008      | Zomergasten (Bostheater)                           |

## Prijzen
- 2007: Beste actrice op het Sapporo International Short Film Festival voor haar rol in Liefde, dood en luchtgitaar.
- 2011: Golden Nymph, gedeeld met Lotte Verbeek en Andrea Osvart voor hun rollen in Le regazze dello swing.
- 2014: Beste actrice op het Festivalul Internațional de Film Comedy Cluj (Roemenië) voor haar rol in Afscheid van de maan.
- 2016: Musical Award voor beste vrouwelijke hoofdrol in De terugkeer van Hans en Grietje.
- 2019: Televizier-Ster Acteur/Actrice
- 2020: Televizier-Ster Acteur/Actrice
- 2021: Televizier-Ster Acteur/Actrice
- 2022: #Video Award in de categorie Beste Acteur/Actrice[10]